# توني بيزاكا
توني بيزاكا (بالكرواتية: Toni Bizaca) مواليد 3 ديسمبر 1982 في كرواتيا، هو لاعب كرة سلة كرواتي. بدأ مسيرته الاحترافية في سنة 2001. يلعب مع سودرتاليا كينغ في الدوري السويدي لكرة السلة. يحمل الرقم 38. يبلغ طوله 6 قدم 8 بوصة (2.0 م). لعب مع نادي سبليت لكرة السلة.

## الإنجازات
- الدوري السويدي لكرة السلة (3): 2012–13، 2013–14، 2014–15

## روابط خارجية
- توني بيزاكا على موقع كرة السلة الأوروبية.كوم (الإنجليزية)
- توني بيزاكا على موقع ريلجم (الإنجليزية)
- توني بيزاكا على موقع بروبوليرز (الإنجليزية)